# Capella del Cuní
La Capella del Cuní és una obra de l'Esquirol (Osona) protegida com a Bé Cultural d'Interès Local.

## Descripció
Edifici de planta rectangular (6 x 4 m), cobert a dues vessants amb el carener perpendicular a la façana situada a ponent i que està adossada a la façana oest de Cuní. La façana principal presenta un portal rectangular amb llinda inscrita i datada al qual s'accedeix per mitjà d'una llosa en funció de graó. Sota el carener presenta un òcul. La resta de les façanes són cegues i per la façana Est està adossada a la casa.